# Feliciano Mayoral
Feliciano Mayoral Barba (Zarza-Capilla, Badajoz, 1955) es un ex-voleibolista español que militó en el Atlético de Madrid, Real Madrid Voleibol, Salesianos y Son Amar Palma. Destacaba por un segura recepción, una buena defensa y gran habilidad para hacer block-outs.
Se convirtió en el primer jugador en ganar la liga con tres equipos distintos.
En 1984 es nombrado presidente de la Real Federación Española de Voleibol (RFEVB), siendo en ese momento el presidente más joven de una federación deportiva en España, cargo que deja en 1987 tras anunciarse formar parte del Comité Olímpico Español (COE). Posteriormente fue secretario general del Comité Olímpico Español (1987-2001), secretario general de la Asociación de Comités Nacionales Olímpicos (ACNO) 1994-2003, miembro del Comité Ejecutivo de los Comités Olímpicos Europeos (1993-2001), miembro del Comité Ejecutivo del Comité Internacional de los Juegos Mediterráneos (1993-2001), miembro de la Comisión de Coordinación para los Juegos Olímpicos de la XXVIII Olimpiada de Atenas 2004, miembro del Comité Ejecutivo de la Agencia Mundial Antidopaje (WADA) 2000-2003, miembro de la Comisión Permanente y Comisión Ejecutiva del Comité Organizador de los Juegos Olímpicos de Barcelona'92 (COOB '92), (1987-1992). En 2003 es nombrado Consejero Delegado de Madrid 2012 en sustitución de Ignacio del Río. Tras rechazar la oferta de participar en la candidatura de Madrid 2016, acepta ejercer de asesor en el de Tarragona 2017.

## Premios, reconocimientos y distinciones
- Medalla de Oro de la Real Orden del Mérito Deportivo, otorgada por el Consejo Superior de Deportes (1999)